# Dziedzina formy zdaniowej
Dziedzina formy zdaniowej – zbiór takich elementów, dla których forma zdaniowa staje się zdaniem logicznym.
{\displaystyle D=R} jeśli {\displaystyle =x:x\in R.}
Do dziedziny zaliczamy także elementy, które nie mogą występować w zdaniu logicznym, np. {\displaystyle D=R-x,} gdzie {\displaystyle x} to liczba, której nie może być w dziedzinie, np. gdy w mianowniku jest niewymierność lub takowa może wystąpić.